# Abdulmajidia chaniana
Abdulmajidia chaniana é uma espécie de planta lenhosa da família das Lecythidaceae.
Apenas pode ser encontrada na Malásia.
Está ameaçada por perda de habitat.